# Thibron (huurling)
Thibron (Grieks: Θίβρων / Thíbrôn - « warm, brandend ») is de naam van een Spartaanse huurling uit de 4e eeuw v.Chr.
Thibron werd als huurling gerekruteerd door Harpalus, de onbetrouwbare schatbewaarder die rond 325 v.Chr. op de vlucht was voor Alexander de Grote. Terwijl Harpalus op weg was naar Kreta vermoordde Thibron hem en maakte zich meester van het deel van de staatschat die Harpalus had gestolen.
Later werd Thibron door bannelingen uit Cyrene verzocht hen te helpen terug te kunnen keren naar hun stad, overeenkomstig een bevel dat Alexander de Grote vlak voor zijn dood had uitgevaardigd. Met 6000 man trok hij eropuit om een koninkrijk te vestigen in Cyrenaica. Hij versloeg de Cyreniërs, maar werd verraden door zijn officier Mnasicles. Hij verloor de nabijgelegen stad Apollonia en zijn vloot (323-322 v.Chr.).
Thibron rekruteerde huurlingen in de Peloponnesos, bezette de stad Teucheira, versloeg opnieuw de Cyreniërs en belegerde Cyrene. De Cyreniërs vroegen de hulp van Ptolemaeus, maar bedachten zich later en kwamen tot overeenstemming met Thibron. Het was echter al te laat en Ophellas intervenieerde namens Ptolemaeus. Thibron werd verslagen en in 322 v.Chr. opgehangen.